# Баргманн, Корнелия
Корнелия Баргманн (англ. Cornelia (Cori) Isabella Bargmann; род. 1961, Вирджиния) — американский учёный в области нейронаук. Труды в основном посвящены нейробиологии и биохимии. 
Доктор философии (1987), профессор Рокфеллеровского университета и исследователь Медицинского института Говарда Хьюза, член Национальной академии наук США (2003) и Американского философского общества (2012).
Известна своими исследованиями с Caenorhabditis elegans в качестве модельного организма.
Вместе с Уильямом Ньюсомом возглавляет рабочую группу проекта BRAIN Initiative. Президент по науке Chan Zuckerberg Initiative (с 2016).

## Биография
Окончила Университет Джорджии (бакалавр биохимии, 1981). Степень доктора философии получила в Массачусетском технологическом институте в 1987 году, где занималась в лаборатории Роберта Вайнберга. В MIT же затем до 1991 года являлась постдоком у Роберта Хорвица. В том году поступила в штат Калифорнийского университета в Сан-Франциско, где основала собственную лабораторию и работала до 2004 года. С 2004 года в Рокфеллеровском университете, где возглавила лабораторию и именной профессор (Torsten N. Wiesel Professor). Также исследователь Медицинского института Говарда Хьюза.
Получила известность как исследователь обоняния Caenorhabditis elegans на молекулярном уровне. Также проводила исследования по роли Ras в канцерогенезе.
Член редколлегий Cell и Genes & Development, и ранее Current Biology.
Член Американской академии искусств и наук (2002).

## Награды и отличия
- Lucille P. Markey Award (1990–1995)
- Searle Scholar Award[англ.] (1992–1995)
- Takasago Award (1997)
- W. Alden Spencer Award[англ.] (1997)
- Charles Judson Herrick Award (2000)
- Dargut and Milena Kemali International Prize for Research in the Field of Basic and Clinical Neurosciences (2004)
- Richard Lounsbery Award[англ.] НАН США и АН Франции (2009)
- Нейронаучная премия Перла−UNC[англ.] (2010)
- Премия Кавли в области нейронаук (2012)
- Dart/NYU Biotechnology Achievement Award Нью-Йоркского университета (2012)[9]
- Премия за прорыв в области медицины (2013)
- Медаль Бенджамина Франклина (2015)
- Почётный доктор Оксфорда (2016)
- Scolnick Prize in Neuroscience (2016[10])

## Цитаты
- Посмотрете на ВИЧ/СПИД — ужасная болезнь. Когда она появилась в 1980-х годах, она была опасна и сейчас остается таковой, разница лишь в том, что ныне она находится под контролем. Я вижу в этом невероятный успех, который был достигнут наукой в области медицины. Если вы сравните какой-то предмет или явление с тем, каким оно было тысячи лет назад — нет оснований сомневаться, что мы с вами не сможем увидеть столь же грандиозных или даже ещё больших успехов в течение следующих 80 лет. “I can look at HIV/AIDS and the horrible disease it was when it appeared in the 1980s, and what it is now, which is a serious but manageable disease. I can see incredible advances that have been made in medicine that come from science. If you look at something like that and look at what had happened in the thousands of years before that, there’s no reason to think we could not make equally great or much more progress in the next 80 years.” (Корнелия Баргманн, 2017[4])
- «Самое лучшее в науке - это общение с другими учеными и приобретение новых знаний от них. Иногда мне кажется, что моя работа - это будто бы билет на вечеринку» (“The best thing about science is the companionship of other scientists and learning from them. Sometimes I feel like my own work is just the ticket to the party.”) (Корнелия Баргманн, 2017[4])